# آنجلا وینبوش
آنجلا وینبوش (به انگلیسی: Angela Winbush) (زاده ۱۸ ژانویهٔ ۱۹۵۵) خواننده، ترانه‌سرا، آهنگساز آمریکایی است.